# Lisa Ray

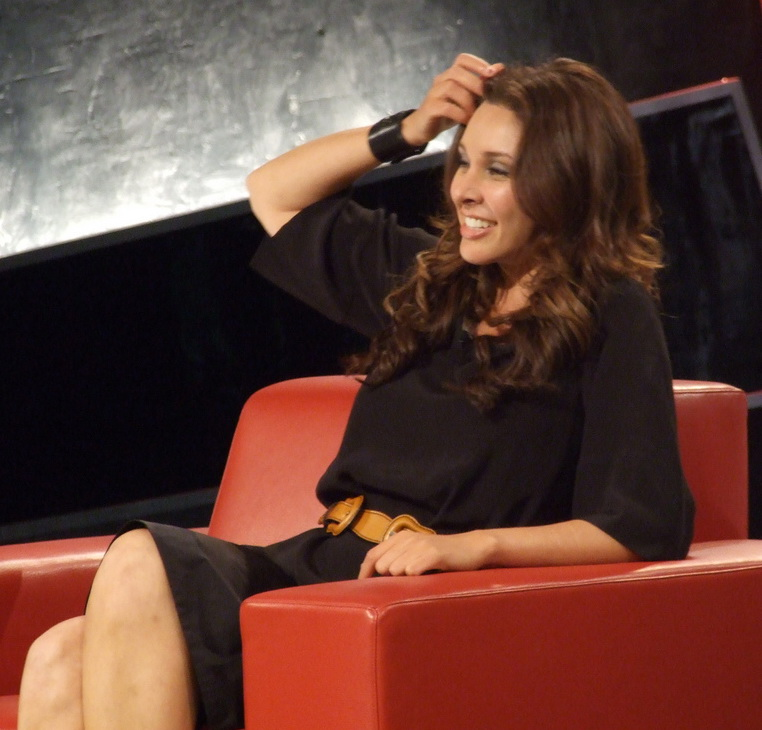
Lisa Ray

Lisa Ray (* 4. April 1972 in Toronto, Ontario) ist eine kanadische Schauspielerin.

## Leben und Leistungen
Ray hat einen bengalischen Vater und eine polnische Mutter. Sie wollte zuerst Journalismus studieren, wurde jedoch während ihrer Zeit auf der High School als Model entdeckt. Die Schauspielerin debütierte im indischen Mysterythriller Kasoor aus dem Jahr 2001. Im ebenfalls indischen Actionfilm Takkari Donga (2002) spielte sie eine der größeren Rollen genauso wie in Deepa Mehtas kanadisch-indischer Komödie Bollywood Hollywood (2002), die mit zahlreichen Preisen und Nominierungen – darunter für den Genie Award – bedacht wurde. Danach zog sie nach London, wo sie Schauspielkunst studierte. Es folgte eine Hauptrolle in der US-amerikanischen Komödie Ball & Chain (2004), in der sie eine indischstämmige Amerikanerin verkörperte.
Für die Rolle im kanadisch-indischen Filmdrama Water (2005), das als Bester fremdsprachiger Film für den Oscar nominiert wurde, erhielt Ray den Vancouver Film Critics Circle Award. Im Filmdrama Die verborgene Welt (2007), welches eine lesbische Beziehung in Südafrika in der Zeit des Apartheids zeigt, übernahm sie neben Sheetal Sheth eine der beiden Hauptrollen. In der Westernkomödie All Hat (2007) spielte sie eine ehemalige Freundin der von Luke Kirby verkörperten Hauptfigur. Ray und Sheetal Sheth stellen erneut ein lesbisches Paar im Filmdrama I Can’t Think Straight dar, dessen Veröffentlichung im November 2008 stattfand.

## Filmografie (Auswahl)
- 1996: Nethaji
- 1997: City of Dreams
- 2001: Kasoor
- 2002: Choron Ka Chor
- 2002: Takkari Donga
- 2002: Bollywood Hollywood
- 2004: Ball & Chain
- 2005: Water
- 2005: Seeking Fear
- 2006: Quarter Life Crisis
- 2006: A Stone’s Throw
- 2007: Blood Ties – Biss aufs Blut (Blood Ties, Fernsehserie, Episode 1x09)
- 2007: Die verborgene Welt (The World Unseen)
- 2007: All Hat
- 2008: Kill Kill Faster Faster
- 2008: I Can’t Think Straight
- 2008: Cooking with Stella
- 2008: Virus – Der Tod kennt keine Grenzen (The Summit)
- 2008: Toronto Stories
- 2009: Defendor
- 2009: Psych (Fernsehserie, Episode 4x06)
- 2010: Let the Game Begin
- 2010: Krach
- 2011: Murdoch Mysteries (Fernsehserie, Episode 4x09)
- 2011: Endgame (Fernsehserie, 10 Episoden)
- 2011: Patch Town (Kurzfilm)
- 2016: Ishq Forever
- 2016: Veerappan
- 2017: Dobaara: See Your Evil
- 2019: 99 songs
- seit 2019: Four More Shots Please (Fernsehserie)